# Gongylomorphus bojerii
Gongylomorphus bojerii — вид ящірок родини ящіркових (Lacertidae). Ендемік Маврикію. Вид названий на честь чеського натураліста Вацлава Бойєра.

## Поширення і екологія
Gongylomorphus bojerii раніше були широко поширені на острові Маврикій, однак наразі збереглися лише на дрібних прибережних острівцях, зокрема на островах Іль-о-Вакоас, Раунд, Серпент, Іль-о-Габріель, Піджн-Рок, Іль-о-Плат, Ганнерс-Куен, Іль-о-Егрет та Іль-де-ла-Пасс. Вони живуть на луках, в чагарникових і пальмових заростях. Ведуть денний, наземний спосіб життя.

## Збереження
МСОП класифікує цей вид як такий, що перебуває на межі зникнення. Gongylomorphus bojerii загрожує хижацтво з боку змій Lycodon capucinus, хатніх сункусів (Suncus murinus), а також щурів та кішок.